# Leica Geosystems

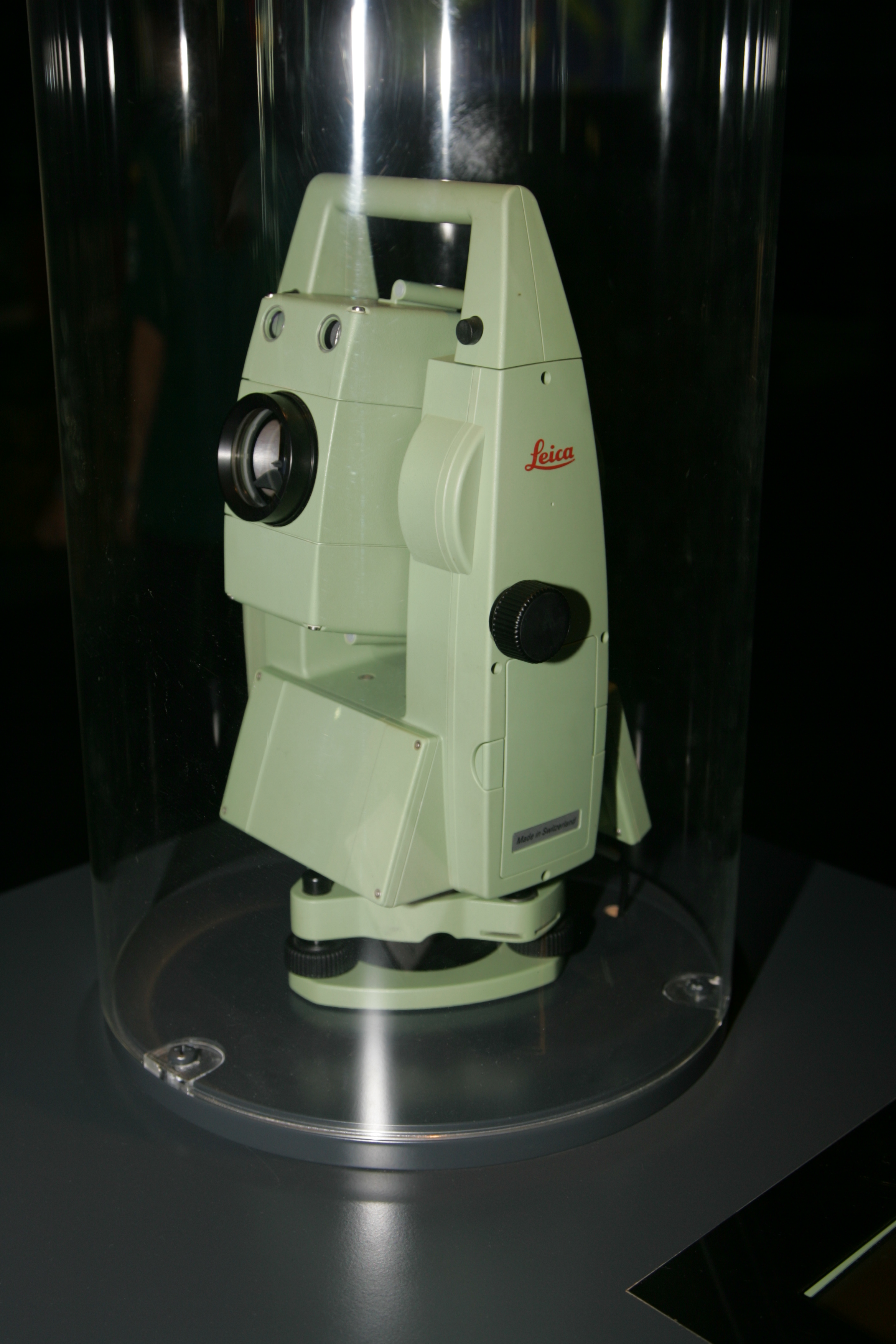
Estación total usada en agrimensura

Leica Geosystems, antes conocida como Wild Heerbrugg, es una compañía suiza que produce diversos productos y sistemas para agrimensura y geomática. Sus productos emplean una variedad de tecnologías desde distanciómetros, incluyendo la navegación GPS basada en satélites y telémetros láser que permiten a los usuarios modelar electrónicamente en sistemas computarizados estructuras existentes, con gran exactitud, a menudo con una precisión de 1 cm.
La marca Leica, conocida por sus cámaras de alta calidad, fue fundada el 2 de abril de 1990 después de la fusión de varias compañías. La compañía cotizó en la bolsa de valores de Suiza hasta el 7 de agosto de 2006 cuando se dio la cancelación de todas sus acciones públicas en Leica Geosystems Holdings Ltd. Leica Camera AG es una compañía alemana del sector de la óptica, produce las cámaras Leica. El precursor de la compañía, antes conocido como Ernst Leitz GmbH, se subdividió en tres compañías: Leica Camera AG, Leica Geosystems AG, y Leica Microsystems AG, para producir cámaras, equipo de agrimensura y Geomática, y microscopios, respectivamente. Leica Microsystems AG es el dueño de la marca Leica, y concede las licencias a Leica Camera AG y Leica Geosystems.
La división Leica Geosystems Geospatial Imaging es un miembro estratégico del Open Geospatial Consortium desde 2008. La membresía estratégica es el nivel más alto dentro de la OGC. Los miembros estratégicos proveen importantes recursos para apoyar el logro de objetivos de la OGC mediante el financiamiento de iniciativas del programa y recursos de personal en los procesos dentro de la OGC.

## Historia
Los orígenes de Leica Geosystems iniciaron con la creación de Kern & Co en 1819. Casi cien años más tarde, en un pequeño y vacío molino textil en Heerbrugg, Heinrich Wild se ocupaba del desarrollo del T2, el primer teodolito óptico-mecánico, lo que sentó las bases de una empresa dedicada a la topografía moderna.
Años más tarde, la debutante compañía Wild-Heerbrugg, introdujo la primera cámara fotográfica aérea, la C2, junto con el B2, el primer trazador fotogramétrico.
Heinrich Wild (1877–1951) de Glarus, Suiza, fue un diseñador de instrumentos geodésicos y astronómicos, comenzó su carrera como aprendiz de topógrafo. En 1908, después de haber inventado un telémetro militar y haber convencido a Zeiss para fabricarlo, se mudó a Jena y se convirtió en el jefe de GEO, la nueva rama de Zeiss responsable de instrumentos para agrimensura. Después de la Primera Guerra Mundial Wild regresó a Suiza.
En abril de 1921, con la ayuda de financieros suizos, él fundó la compañía Heinrich Wild, Werkstätte für Feinmechanik und Optik, en el valle del Rin, junto al coronel Jacob Schmidheiny de Balgach y el geólogo Dr. Robert Helbling de Flums. A principios de los 1930s, Wild se mudó a Suiza, después de reconocer que no sería elegido como un director de fábrica, cesó sus relaciones con la firma en Heerbrugg, y diseño instrumentos para Kern & Co en Arau.
Su compañía anterior se convirtió en Wild Heerbrugg en 1937. Se fusionó con la firma óptica de Ernst Leitz de Wetzlar en 1987, adquirió la mayoría de acciones de Kern en 1988, y fue renombrada Wild Leitz AG en 1989, para ser parte de Leica holding company en 1990. A principios de 1996, la compañía fue gradualmente dividida en unidades más pequeñas. De este modo, en 1996 se fundó Leica Camera AG, seguida en 1997 por Leica Geosystems AG, y finalmente en abril de 1998 por Leica Microsystems AG. La compañía sueca Hexagon AB adquirió Leica Geosystems a finales de 2005.
En la actualidad estas tres compañías son hoy compañías privadas independientes. Leica Geosystems produce - como continuación de Wild Heerbrugg - instrumentos geodésicos y es líder en el mercado global de esta sección. Los clientes principales de Leica Geosystems son los topógrafos, fabricantes y compañías vinculadas con el GIS Sistema de Información Geográfica.
En abril de 2001, Leica Geosystems adquirió ERDAS, Inc. y LH Systems. ERDAS es una empresa de software para teledetección, mientras que LH Systems fue una empresa de software fotogramétrica. Estas dos compañías fueron fusionadas para crear la empresa de informática, ERDAS, Inc., que permanece bajo propiedad de Leica Geosystems. ERDAS adquirió Acquis, ER Mapper y IONIC en 2007. Esto incrementó a ERDAS hacia el mercado de la teledetección, e introdujo a la compañía en el mercado de SIG topológico y expandió su huella en los servicios de image web serving, y de image enterprise.